# Transitfrequenz
Die Transitfrequenz bezeichnet diejenige Frequenz eines verstärkenden Systems, bei der keine Verstärkung mehr stattfindet, das heißt 0 dB beträgt, und bildet damit die theoretische Obergrenze für einen sinnvollen Einsatz. Der praktische Arbeitsbereich einer Verstärkerschaltung wird jedoch schon wesentlich früher, durch die sogenannte Grenzfrequenz limitiert.

## Elektronik

Transitfrequenz im Bezug Kollektorstrom (Arbeitspunkt)

In der Elektronik ist die Transitfrequenz fT (engl.: transit frequency) einer Verstärkerschaltung die Frequenz, bei der die Stromverstärkung bei kurzgeschlossenem Ausgang auf eins abgesunken ist (Mathematische Beschreibung des Bipolartransistors#Stromverstärkungsfaktor β = 1).
Die Transitfrequenz wird sowohl für einzelne (diskrete) verstärkende Bauelemente wie Transistoren, Feldeffekttransistoren oder Elektronenröhren angegeben, als auch für Verstärkerschaltungen, die integriert (z. B. Operationsverstärker) oder diskret (z. B. Transistor in Emitterschaltung) aufgebaut sein können.
Die Transitfrequenz hängt vom Arbeitspunkt ab. Ähnlich wie die Stromverstärkung, steigt auch die Transitfrequenz mit steigender Last (höherer Kollektorstrom) zunächst an, erreicht ein Maximum und sinkt dann ab. Direkte Einflussgrößen der Transitfrequenz sind die Sperrschichtkapazitäten und der Bahnwiderstand. Die Transitfrequenz lässt sich durch die h-Parameter berechnen.
{\displaystyle h_{21}(\omega _{T})=\left|{\frac {i_{2}}{i_{1}}}\right|\equiv 1}
Für Transistoren in Emitterschaltung gilt: Grenzfrequenz fc = fT / β. Die Transitfrequenz von Transistoren für Hochfrequenzanwendungen liegt im oberen Gigahertzbereich.
Von der Transitfrequenz zu unterscheiden ist die praktisch relevantere Grenzfrequenz fc (engl.: cutoff frequency); sie ist definiert als die Schwelle, bei der die Leistungsverstärkung auf 50 % abgesunken ist (≈ −3 dB, Spannungs- bzw. Stromverstärkung sind dabei auf ≈ 70,7 % abgesunken).

## Regelungstechnik
In der Regelungstechnik wird die Transitfrequenz zur Optimierung einer Regelungsschaltung verwendet. Bei der Transitfrequenz beträgt die Verstärkung des offenen Regelkreises genau eins. Je höher die Transitfrequenz des offenen Regelkreises ist, desto kürzer ist dessen Reaktionszeit im geschlossenen Regelkreis.